# Primera División del Ejército Nacional
La Primera División del Ejército Nacional de Colombia es una Unidad Operativa Mayor compuesta por dos brigadas y dos Fuerzas de Tarea. Su jurisdicción comprende la Región Caribe de Colombia que abarca 79.831 kilómetros cuadrados, cubre los departamentos de Cesar, La Guajira, Magdalena, Sur de Bolívar y Atlántico. Su actual comandante es el brigadier general William Fernando Prieto Ruiz.

## Historia
Su creación se remonta al 19 de febrero del 1983 en Barranquilla, Atlántico, por medio de la disposición N.002 de 1983; luego de cuatro meses de su creación fue trasladada de manera definitiva a Santa Marta, Magdalena.

## Unidades

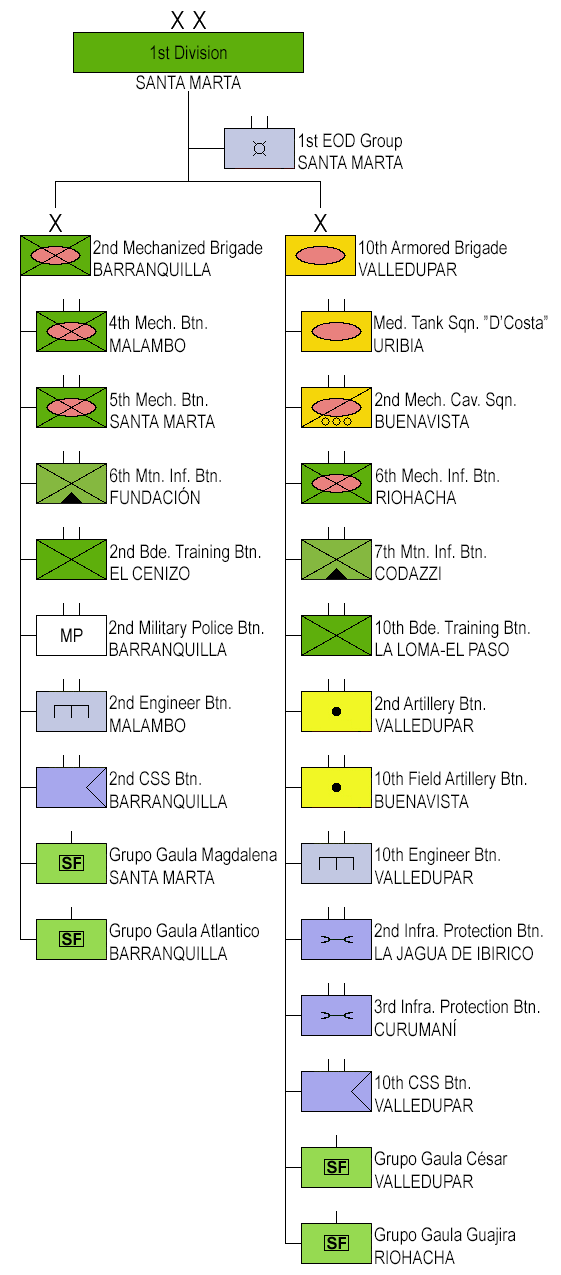
Estructura de la Primera División del Ejército Nacional de Colombia.

### Comando Primera  División
Con sede en Santa Marta (Magdalena).
- Batallón de Comunicaciones N. 1 Manuel Murillo Toro en Valledupar (Cesar)
- Batallón de Fuerzas Especiales Urbanas N. 1 Valledupar (Cesar)
- Batallón de Acción integral y Desarrollo N. 1 Santa Marta (Magdalena)
- Batallón de Inteligencia Militar N. 1 Santa Marta (Magdalena)

### Segunda Brigada
Con sede en Barranquilla (Atlántico)
- Batallón de Infantería mecanizado N.º 5 "General. José María Córdova" Santa Marta (Magdalena)
- Batallón de Alta Montaña N.º 6 "Mayor. Robinson Daniel Ruiz Garzón" Fundación (Magdalena)
- Batallón de Ingenieros N.º 2 "Vergara y Velasco" Malambo (Atlántico)
- Batallón de Policía Militar N.º 2 "Ciudad de Barranquilla" Barranquilla (Atlántico)
- Batallón de A.S.P.C. N.º 2 "Cacique Alonso Xeque" Barranquilla (Atlántico)
- Batallón de Instrucción, Entrenamiento y Reentrenamiento N.º 2 “ Sinforoso Mutis Consuegra” Vereda El Cenizo, Aracataca (Magdalena)
- Grupo Gaula “Caribe” Barranquilla (Atlántico)
- Grupo Gaula “Magdalena”  Santa Marta (Magdalena)

### Décima Brigada
Con sede en Valledupar (César)
- Batallón de Infantería Mecanizado n.º 6 "Cartagena" Riohacha (Guajira)
- Grupo de Caballería Mecanizado n.º 2 "Coronel. Juan José Rondón" Buenavista (Guajira)
- Grupo de Caballería Blindado mediano "General. Gustavo Matamoros D' Costa" Albania (Guajira)
- Batallón de Artillería de Campaña n.º 1 "Santa Bárbara" Buenavista (Guajira)
- Batallón de Artillería de Defensa Antiaérea n°1 "Brigadier General Fernando Joya Duarte"  Albania (Guajira)
- Batallón de Artillería n.º 2 "La Popa" Valledupar (Cesar)
- Batallón de Ingenieros n.º 10 "General. Manuel Alberto Murillo González" Valledupar (Cesar)
- Batallón de Alta Montaña n.º 7 "Mayor. Raúl Guillermo Mahecha Martínez" Agustín Codazzi (Cesar)
- Batallón Especial Energético y Vial n.º 2 "Coronel. José María Cancino" La Jagua de Ibirico (Cesar)
- Batallón Especial Energético y vial n.º 3 "General. Pedro Fortul" Curumaní (Cesar)
- Batallón de A.S.P.C n.º 10 "Cacique Upar" Valledupar (Cesar)
- Batallón de Instrucción, Entrenamiento y Reentrenamiento N. 10 "Juan Bautista Pey de Andrade" Corregimiento La Loma de El Paso (Cesar)
- Grupo Gaula “Guajira” Riohacha (Guajira)
- Grupo Gaula “Cesar” Valledupar (Cesar)

### Fuerza de Tarea de Armas Combinadas Mediana N°. 1
Con sede en Buenavista  (La Guajira)
- Fuerza de Tarea de Armas Combinadas Mediana Buenavista (Guajira)
- Batallón de Armas Combinadas No 1 "General. Álvaro Valencia Tovar"  Buenavista (Guajira)
- Batallón de Apoyo y Servicios para el Combate de Armas Combinadas "Mayor General. Hernán Hurtado Vallejo" Buenavista (Guajira)
- Batallón de Apoyo de Combate de Armas Combinadas "Mayor. Gustavo Enrique Ortiz Lozada" Buenavista (Guajira)

### Décima Novena Brigada
Con sede en Santa Rosa del Sur (Bolívar)
- Batallón de Selva N. 48 "prócer Manuel Rodríguez Torices" Santa Rosa del Sur (Bolívar)
- Batallón de Infantería Mecanizado n.º 4 "General Antonio Nariño" , Mompox (Bolívar)
- Batallón de Operaciones Terrestres N. 112 "Mayor José Eberth Marentes Villarraga" Serranía de San Lucas, vereda San Lucas de Montecristo (Bolívar)